# Виконт Монтгаррет
Виконт Монтгаррет (англ. Viscount Mountgarret) — наследственный титул в системе пэрства Ирландии.

## История
Титул виконта Монтгаррета был создан 23 октября 1550 года для достопочтенного Ричарда Батлера (1500—1571), младшего сына Пирса Батлера, 8-го графа Ормонда (1467—1539). Батлер в значительной степени перестроил крепостной дом в Маунтгаррете в графстве Уэксфорд. Его внук, Ричард Батлер, 3-й виконт Монтгаррет (1578—1651), был объявлен вне закона Оливером Кромвелем и только в 1652 году помилован, через год после его смерти. Его сын, Эдмунд Батлер, 4-й виконт Монтгаррет (1595—1679), получил от английского короля Карла II Стюарта прощение за все измены и был восстановлен во своих имениях.
Ему наследовал его сын, Ричард Батлер, 5-й виконт Монтгаррет (ум. 1706). Он был сторонником свергнутого короля Якова II Стюарта и руководил осадой Дерри в 1688 году. В следующем году Ричард Батлер был взят в плен и объявлен вне закона, а его владения были конфискованы. В 1715 году осуждение было отменено. В 1721 году Эдмунд Батлер, 6-й виконт Монтгаррет (1663—1735) заседал в Ирландской палате лордов.
Его правнук, Эдмунд Батлер, 11-й виконт Монтгаррет (1745—1793), представлял графство Килкенни в Ирландской палате общин (1776—1779). Его сменил его сын, Эдмунд Батлер, 12-й виконт Монтгаррет (1771—1846). В 1793 году он получил титул графа Килкенни в системе пэрства Ирландии. В 1846 году после смерти последнего титул графа Килкенни прервался, а титул виконта унаследовал его племянник, Генри Эдмунд Батлер, 13-й виконт Монтгаррет (1816—1900).
Несмотря на официальную версию титула, члены семьи Батлер, как известно, называли себя законными наследниками как графского титула, так и герцогского титула Килкенни. Его сын, Генри Эдмунд Батлер, 14-й виконт Монтгаррет (1844—1912), в 1891 году получил королевское разрешение на фамилию «Роусон-Батлер» и герб «Роусон» (фамилия его деда по материнской линии), унаследовав загородный дом Нидд Холл. В 1902 году он получил королевское разрешение только на фамилию «Батлер». В 1911 году для него был создан титул барона Монтгаррета из Нидда и Вест Ридинга в графстве Йорк (пэрство Соединённого королевства).
По состоянию на 2025 год обладателем титула являлся его праправнук, Пирс Джеймс Ричард Батлер, 18-й виконт Монтгаррет (род. 1961), который наследовал своему отцу в 2004 году. Предполагается, что он является вероятным наследником древнего графского титула Ормонд (созданного в 1328 году), а также графсткого титула Оссори XVI века, но не смог успешно доказать это право.
Семейная резиденция — Стейнли-хаус, недалеко от Харрогита, Северный Йоркшир. Родовым домом семьи был Нидд-холл, также недалеко от Харроита,

## Виконты Монтгаррет (первая креация)
- 1550—1571: Ричард Батлер, 1-й виконт Монтгаррет (1500 — 20 декабря 1571), младший сын Пирса Батлера, 8-го графа Ормонда (ок. 1467—1539) и леди Маргарет Фицджеральд (ум. 1542)[1];
- 1571—1602: Эдмунд Батлер, 2-й виконт Монтгаррет[англ.] (ок. 1562 — 24 ноября 1602), старший сын предыдущего от третьего брака[8];
- 1602—1651: Ричард Батлер, 3-й виконт Монтгаррет (1578—1651), сын предыдущего[3];
- 1651—1679: Эдмунд Батлер, 4-й виконт Монтгаррет[англ.] (1595 — 5 апреля 1679), старший сын предыдущего[3];
- 1679—1706: Ричард Батлер, 5-й виконт Монтгаррет (ум. 27 февраля 1706), старший сын предыдущего от первого брака[3];
- 1706—1735: Эдмунд Батлер, 6-й виконт Монтгаррет (17 июля 1663 — 25 июля 1735), старший сын предыдущего[3];
- 1735—1736: Ричард Батлер, 7-й виконт Монтгаррет (1685 — 14 мая 1736), старший сын предыдущего[9];
- 1736—1749: Джеймс Батлер, 8-й виконт Монтгаррет (1686 — 13 мая 1749), младший брат предыдущего[10];
- 1749—1751: Эдмунд Батлер, 9-й виконт Монтгаррет (1687 — 6 марта 1751), младший брат предыдущего[3];
- 1751—1779: Эдмунд Батлер, 10-й виконт Монтгаррет (ум. 9 февраля 1779), единственный сын предыдущего[3];
- 1779—1793: Эдмунд Батлер, 11-й виконт Монтгаррет (14 июля 1745 — 16 июля 1793), второй сын предыдущего[4];
- 1793—1846: Эдмунд Батлер, 12-й виконт Монтгаррет[англ.] (1771 — 16 июля 1846), старший сын предыдущего, граф Килкенни с 1793 года[5].

## Графы Килкенни (1793)
- 1793—1846: Эдмунд Батлер, 1-й граф Килкенни, 12-й виконт Монтгаррет[англ.] (1771 — 16 июня 1846), старший сын 11-го виконта Монтгаррета[5].

## Виконты Монтгаррет (продолжение)
- 1846—1900: Генри Эдмунд Батлер, 13-й виконт Монтгаррет (24 января 1816 — 26 августа 1900), единственный сын достопочтенного Генри Батлера (1773—1842), внук 11-го виконта Монтгаррета[6];
- 1900—1912: Генри Эдмунд Батлер, 14-й виконт Монтгаррет (18 декабря 1844 — 2 октября 1912), единственный сын предыдущего[5];
- 1912—1918: Эдмунд Сомерсет Батлер, 15-й виконт Монтгаррет (1 февраля 1875 — 22 июня 1918), единственный сын предыдущего от первого брака[5];
- 1918—1966: Пирс Генри Августин Батлер, 16-й виконт Монтгаррет (28 августа 1903 — 2 августа 1966), сводный брат предыдущего[5];
- 1966—2004: Ричард Генри Пирс Батлер, 17-й виконт Монтгаррет (8 ноября 1936 — 7 февраля 2004), единственный сын предыдущего[7];
- 2004 — настоящее время: Пирс Джеймс Ричард Батлер, 18-й виконт Монтгаррет (род. 15 апреля 1961), старший сын предыдущего[7];
  - Наследник: Достопочтенный Тео Оливер Стаффорд Батлер (род. 2015), единственный сын 18-го виконта;
  - Наследник наследника: Эдмунд Генри Ричард Батлер (род. 1 сентября 1962), младший брат предыдущего.